# Nicholas Ralph
Nicholas Ralph (* 1990 in Kapstadt) ist ein schottischer Schauspieler. Er spielt James Herriot in der Fernsehserie Der Doktor und das liebe Vieh von Channel 5 und PBS Masterpiece, einem Remake der gleichnamigen langjährigen BBC-Serie Der Doktor und das liebe Vieh.

## Leben
Ralph wurde in Kapstadt geboren und wuchs in den schottischen Highlands auf. Er hatte Familienangehörige in Georgia und Texas und reiste in seiner Kindheit ein paar Mal in die USA. Als junger Mann spielte Ralph von der Grundschule bis zum Alter von 15 Jahren Vereinsfußball für Ross County, dann für die U19 von Nairn County.
Der Schauspieler studierte Schauspiel am Inverness College und dann am Royal Conservatoire of Scotland. Das Vorsprechen für Der Doktor und das liebe Vieh fand zwei Jahre nach dem Abschluss statt. Er hatte frühere Rollen auf der Bühne, darunter Theaterstücke mit dem Royal Conservatoire, dem Citizens Theatre und dem National Theatre of Scotland. Er trat auch in der BBC Radio Scotland-Produktion Kidnapped auf.
Nach seinem Abschluss 2017 arbeitete er zunächst knapp ein Jahr im Live-Theater beim Citizens Theatre. Seine erste Hauptrolle spielte er am National Theatre of Scotland in einem Stück mit dem Titel Interference. Bevor er mit den Dreharbeiten zu Der Doktor und das liebe Vieh begann, machte Ralph eine Tournee mit einer Citizens Theatre/Wonder Fools-Produktion: 549: Scots of the Spanish Civil War.
Für seine Rolle als Tierarzt James Herriot in Der Doktor und das liebe Vieh benötigte der Schauspieler eine Ausbildung in tierärztlichen Verfahren, um in der Show Genauigkeit zu erreichen.  „Von Anfang an waren wir mit unserem Tierarztberater am Set, Andy Barrett, hautnah und persönlich mit Pferden und Schafen und gingen die Verfahren und Dinge durch, die wir tun würden. Wir lernten, wie wir uns dem Tier nähern und so weiter. Mit dem Stethoskop auf das Herz der Kuh, dann auf die Lungen, dann auf den Magen …“, erinnerte sich der Schauspieler später.
Zuvor hatte Ralph nur begrenzten Kontakt mit Nutztieren: „Ich bin in einer kleinen Stadt in den schottischen Highlands aufgewachsen, und wo wir lebten, gab es unseren Garten hinter dem Haus, einen Zaun und dann ein Feld, das immer voller Kühe und Schafe war.“
Ein Großteil des Programms wurde bei jedem Wetter vor Ort gedreht. Der Schauspieler erinnerte sich: „Wir waren im Winter und Herbst in Yorkshire und es war eiskalt, mit langen, kalten, dunklen Tagen und manchmal Regentagen wir hatten großes Glück – wir hatten eine großartige Gruppe, die sich gegenseitig wirklich anspornte und die Stimmung des anderen hochhielt.“
Obwohl der Autor der Herriot-Bücher, Alf Wight, laut Christopher Timothy, der Herriot in Der Doktor und das liebe Vieh (1978) spielte, einen „weichen, trällernden schottischen Akzent“ hatte, wurde der Schauspieler angewiesen, seine Aussprache „neutral“ zu halten, als die BBC-Serie gedreht wurde. Das galt nicht für Nicholas Ralph, als er die Serie 2020 für Channel 5 drehte; der Schauspieler benutzte seinen echten schottischen Akzent.

## Filmografie
- seit 2020: Der Doktor und das liebe Vieh (All Creatures Great and Small, Fernsehserie)
- 2021: The Most Reluctant Convert
- 2022: The Devil’s Light (Prey for the Devil)